# Laskafalu
Laskafalu  (horvátul: Čeminac, németül: Laskafeld) falu és község Horvátországban, Eszék-Baranya megyében. 

## Fekvése
Eszéktől légvonalban 14, közúton 18 km-re északra, Baranyában, a Drávaszög területén, az Eszékről Mohácsra menő főút és az Eszék–Pélmonostor vasútvonal mentén fekszik. 

## A község települései
Közigazgatásilag Albertfalu (Grabovac), Keskend (Kozarac), Mitvárpuszta (Mitrovac) és Újlaskafalu (Novi Čeminac) települések tartoznak hozzá.

## Története
Az „Okrugla zemlja” régészeti lelőhely leletei szerint területe már az őskorban lakott volt. Szántóföldi művelés közben számos őskori és középkori kerámia került elő. Az őskori kerámiák a kőrézkori vučedoli kultúrához és a középső bronzkorhoz tartozó dunántúli mészbetétes kerámiákhoz tartoznak, az i. e. 2900 és i. e. 1400 közötti időszakból származnak. A középkori kerámiák jelenléte a település írásos forrásokkal is dokumentált középkori létezését támasztja alá. 
A középkori település első írásos említése a boszniai káptalan 1377. július 14-én kelt oklevelében történt „Vaskafalua” alakban. 1409-ben, 1418-ban, 1422-ben, 1430-ban, 1468-ban, 1472-ben és 1489-ben „Waskafalwa” néven találjuk a középkori oklevelekben. Csemény mezővároshoz tartozott. Ez alapján kapta mai horvát nevét. A középkori település valószínűleg a török 1526. évi hadjárata során, a mohácsi csata előtt pusztult el. A török uralom idején újratelepült. Laskafalu néven 1561-től említik. A térség településeivel együtt 1687-ben szabadult fel a török uralom alól. 
A mai Laskafalu 1716 és 1723 között jött létre az Esterházy család birtokán. Első lakói a németországi Fekete-erdőből érkezett német telepesek voltak, akik földjeiket bérbe kapták. Mivel ekkor még ezt a területet erdő borította, az újonnan érkezetteknek először az erdőt kellett kiirtani, hogy fel tudják építeni tömésházaikat, melyeket náddal fedtek. 1745-ben felépítették templomukat is, mely a mai templom elődje volt. 1789-ben II. József rendeletével Laskafalut leválasztotta a dárdai plébániáról, ahova addig tartozott, és önálló káplánja lett, majd 1803-ban hivatalosan is plébánia rangjára emelték. Említésre méltó esemény, hogy II. József császár Belgrád 1789-es visszafoglalása után ott tett látogatása után Bécsbe visszatérőben, egy éjszakát töltött Laskafaluban és ekkor rendelte el, hogy a falu kapja meg saját papját és egyházát. Abban az időben egy jól ismert malom és sörfőzde is volt itt az Eszékről Magyarországra vezető út mentén. A falu első plébániája 1801-ben épült, míg a mait 1871-ben építették. 1800 körül a faluban postaállomást létesítettek, ahol az utasok lovakat is válthattak. A postaforgalom 1800-tól 1860-ig zajlott, amikor felépítették a vasútállomást.
Az első katonai felmérés térképén a település „Laskafeld vel. Laska Falu” néven található. Lipszky János 1808-ban Budán kiadott repertóriumában „Laskafalva” néven szerepel. Az Esterházy, majd a Schaumburg-Lippe hercegi család birtoka volt. 1857-ben 1049, 1910-ben 1277 lakosa volt. Baranya vármegye Baranyavári járásához tartozott. 1906-ban a régi templom helyén felépítették a mai plébániatemplomot, mely akkor a legnagyobb volt Baranyában, ezért a nép „baranyai székesegyháznak” nevezte. Kulturális eseményekre (tánc, rendezvények) a Dárda–Pélmonostor út mentén fekvő kastélyban került sor. A kastély a 19. század elején épült, később sörgyárrá alakították át, majd bérlakásokat alakítottak ki benne, melyek végül magántulajdonba kerültek. Az első telefont 1910-ben kapta meg a falu, mely gazdasági szempontból mezőgazdasági település volt, de mellette többféle kézművesség is kifejlődött: pékségek, kovácsműhelyek, boltok, hentesek, fogadók is voltak itt. Érdekesség, hogy 1880-ban a falunak már saját orvosa volt.
A település az első világháború után az új szerb-horvát-szlovén állam, majd később (1929-ben) Jugoszlávia része lett. 1941 és 1944 között ismét Magyarországhoz tartozott, majd a háború után ismét Jugoszlávia része lett. A második világháború végén a német és magyar lakosság nagy része elmenekült a partizánok elől. Az itt maradtakat a kommunista hatóságok kollektív háborús bűnösökké nyilvánították, minden vagyonuktól megfosztották és munkatáborba zárták. Az életben maradtakat később Németországba és Ausztriába telepítették ki. 1945-ben a település teljesen lakatlan volt. 1946-ban különvonatokkal a horvát Zagorjéból szállítottak ide teljesen elszegényedett horvát családokat, akik megkapták az elűzött németek házait. Saját földjeiket nem sokáig birtokolhatták, mert még abban az évben a szovjet kolhozok mintájára megalapították a helyi termelő szövetkezetet. A teljes lakosságnak be kellett lépnie a szövetkezetbe oly módon, hogy az összes gazdasági eszköz és a föld szövetkezeti tulajdonjogú lett, a nyereséget pedig nem a bevitt földterület szerint osztották el, hanem a szövetkezet felnőtt tagjainak száma alapján, amelyet sokan nem tudtak elfogadni. A szövetkezet végül 1953-ban szűnt meg, de ezután is korlátozták a magánkézben levő földek nagyságát. Az 1991-es népszámlálás adatai szerint 1413 főnyi lakosságának 75%-a horvát, 9%-a szerb, 5%-a jugoszláv, 4%-a magyar nemzetiségű volt. 
A délszláv háború eseményei 1991 nyarán érték el Laskafalvát, amikor újlaskafalvi és ölyvesi szerbek éjszakánként aknavetőkkel lőtték a falut. A plébános vezetésével a nőket és a gyermekeket Bračra és más szigetekre evakuálták. Ők csak 1998-ban a harcok elmúltával térhettek vissza. 1992. április 10-én a szerb megszállók felgyújtották a plébániatemplomot, csak a csupasz falak maradtak. Az épületet az évek során benőtték a bokrok. A felújítási munkálatok 2001 őszén kezdődtek és 2003 őszéig tartottak. A településnek 2011-ben 968 lakosa volt, akik többségben mezőgazdasággal foglalkoztak.

## Lakossága
| Lakosság változása | Lakosság változása | Lakosság változása | Lakosság változása | Lakosság változása | Lakosság változása | Lakosság változása | Lakosság változása | Lakosság változása | Lakosság változása | Lakosság változása | Lakosság változása | Lakosság változása | Lakosság változása | Lakosság változása | Lakosság változása |
| ------------------ | ------------------ | ------------------ | ------------------ | ------------------ | ------------------ | ------------------ | ------------------ | ------------------ | ------------------ | ------------------ | ------------------ | ------------------ | ------------------ | ------------------ | ------------------ |
| 1857               | 1869               | 1880               | 1890               | 1900               | 1910               | 1921               | 1931               | 1948               | 1953               | 1961               | 1971               | 1981               | 1991               | 2001               | 2011               |
| 1.049              | 1.130              | 1.267              | 1.369              | 1.234              | 1.277              | 1.548              | 1.714              | 1.273              | 1.256              | 1.578              | 1.484              | 1.331              | 1.413              | 1.108              | 968                |

## Gazdaság
A településen hagyományosan a mezőgazdaság és az állattartás képezi a megélhetés alapját. 

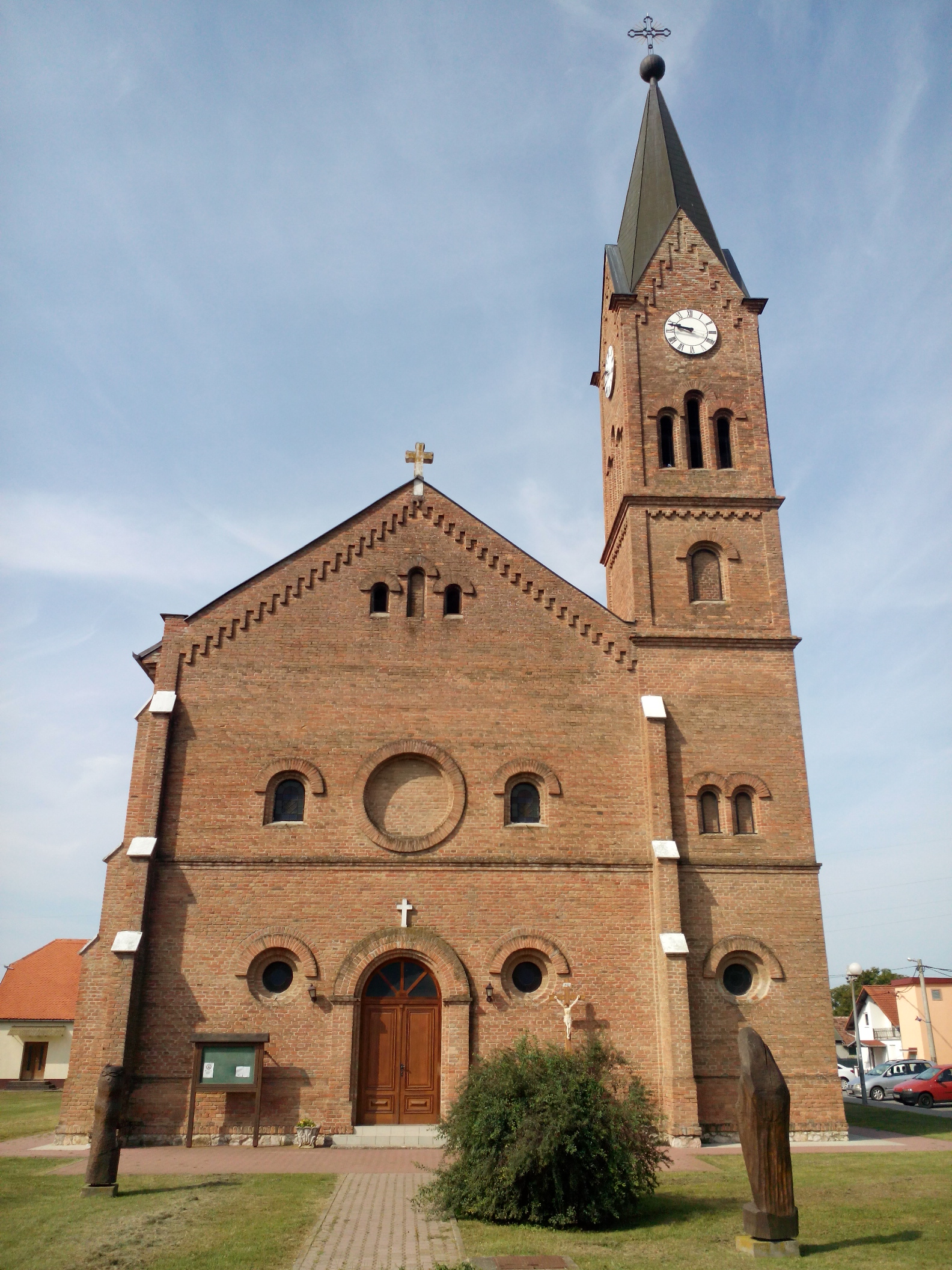
A Jézus szíve plébániatemplom

## Nevezetességei
Jézus Szentséges Szíve tiszteletére szentelt római katolikus plébániatemploma 1906-ban épült a régi templom helyén neogótikus stílusban. A templomot a tej értékesítésével összegyűjtött pénzből építette a német lakosság. Felszentelése 1907. június 24-én volt. Az elkészült templomot abban az időben a Drávaszög legszebb templomának tartották. A templomot 1915-ben Gebauer Ernő magyar festő festette ki. Viszonylag rövid története során ezt a templomot kétszer is lerombolták. Először a II. világháború utáni években a betelepítést követően pusztították el. A templom belsejét teljesen megsemmisítették és egyesek szerint fel is akarták gyújtani, ami szerencsére nem történt meg. A templom évekig lepusztult állapotban volt és csak Josip Varžić plébános érkezése után, 1964-ben kezdődött meg a felújítása. A teljes megújítás 1990-ben az innen elszármazott németországi hívek adományaiból történhetett meg. 1992. április 10-én, a Független Horvát Állam 1941-es megalapításának évfordulóján az épületet a szerbek felgyújtották. Ez alkalommal a templomban minden éghető elpusztult. A felújítási munkálatok 2001 őszén kezdődtek és 2003 őszéig tartottak. 2005-re az összes építési munka befejeződött. A falak belső felületeit újravakolták és festették, a főoltárt felújították. Szent Leopold Mandićnak és Jézus Szívének egy 3 méter magas szobrát állították fel, melyet a község önkormányzata adományozott. A 18 regiszteres orgonát Hollandiából vásárolták. Új központi fűtést és hangosítást építettek be. Az újjáépítés közel 2 millió kunás költségének nagy részét az Újjáépítési Minisztérium fedezte.

## Oktatás
A település általános iskolája Matija Gubec nevét viseli. Területi iskolája Keskenden működik.

## Sport
- NK Mladost Čeminac labdarúgóklub
- ŠK Mladost Čeminac sakk-klub
- SK Matija Gubec Čeminac asztaliteniszklub